# Велсбург (Њујорк)
Велсбург (енгл. Wellsburg) град је у америчкој савезној држави Њујорк.

## Демографија
По попису из 2010. године број становника је 580, што је 51 (-8,1%) становника мање него 2000. године.
| Група             | 2000.       | 2010.       |
| Белци             | 620 (98,3%) | 565 (97,4%) |
| Афроамериканци    | 2 (0,3%)    | 2 (0,3%)    |
| Азијати           | 0 (0,0%)    | 2 (0,3%)    |
| Хиспаноамериканци | 3 (0,5%)    | 5 (0,9%)    |
| Укупно            | 631         | 580         |